# Битка при Сао дел Индио
Битката при Сао дел Индио е част от войната за независимост на Куба, която се провежда на 31 август 1895 г. в провинция Ориенте в Куба.

## Битка
На това място в Гуантанамо 650 революционери под командването на генералите Антонио и Хосе Масео се бият срещу вражеска колона от около 900 души, чиято цел е да заловят или убият Хосе Масео понеже знаят, че той е почти инвалид и има само 50 души войска. Въпреки болестта си, генерал Хосе язди кон. Той вече е предупредил брат си който, без да губи нито минута предприема ужасен поход през нощта по ужасни пътища, докато стига около 03:00 часа сутринта.
На разсъмване испанската колона започва марша, но в Палмар де Ампудия трябва да се справи с кубинска засада, поставена от генерал Хосе. Кубинският бригаден генерал Агустин Себреко флангира врага отляво и достига река Баконао, където се бие Хосе на върха на Лома дел Трукуту. След девет часа битка революционерите завладяват височините на Сао дел Индио и принуждават испанците да се оттеглят с многобройни жертви.
Антонио Масео нарежда на бригаден генерал Перес да ги остави да преминат свободно, за да попаднат в капан с експлозиви, който унищожава колоната, но испанският лидер нарежда да се продължи с настъплението. На разсъмване на 2 септември колониалните сили започват марша към близкия град и кубинците успяват да попречат само задните части.

## Последица
Победата в тази важна битка има за последица бързото консолидиране на кубинските сили в започващата война, както и постигането на важни победи, включването на голям брой бойци в редиците на революционерите и получаването на нови оръжия и боеприпаси.
Тази битка завършва успешната Първа източна кампания, командвана от генерал-лейтенант Антонио Масео.